# Mayoría automática
Durante la presidencia de Carlos Menem se conoció bajo el nombre de mayoría automática a un grupo de magistrados que integraron la Corte Suprema de Justicia de la Nación Argentina debido a que parte de la prensa afirmaban que siempre fallaban a favor de los intereses del gobierno. El grupo estaba integrado por Julio Nazareno, Adolfo Vázquez, Eduardo Moliné O'Connor, Guillermo López y Antonio Boggiano, quienes habían sido nombrados por Menem tras la ampliación de la Corte a nueve miembros.
Su influencia se extendió hasta la presidencia de Fernando de la Rúa. En 2003, año en que asume la presidencia Néstor Kirchner, los magistrados Julio Nazareno, Adolfo Vásquez y Guillermo López renunciaron ante la posibilidad de resultar destituidos por juicio político, mientras que Eduardo Moliné O'Connor fue destituido de su cargo a fines de ese año por "mal desempeño".

## Causas

### Causa Macri
En 2002, a raíz de su actuación en el "Caso Macri", los ministros del máximo tribunal que habían absuelto a los empresarios Franco Macri y Mauricio Macri fueron acusados por la mayoría de la Cámara de Diputados en el juicio político que se les inició por mal desempeño. 
En 1993, la Justicia comenzó a investigar irregularidades en las exportaciones de Sevel, firma que Mauricio Macri conducía junto a su padre Franco Macri. Dicha causa se había iniciado en 1997 cuando se difundió el mecanismo que la empresa Sevel de la familia utilizaba para vender autopartes hacia Uruguay. Después de eso, vendía autos terminados para Argentina. La firma de los Macri – según lo investigado por la justicia – se beneficiaba con un arancel diferencial en la transacción. Utilizaban una empresa fantasma llamada Opalsen S.A. que era controlada por Sevel en Argentina. La investigación había detectado exportaciones desde 1993 con vínculos establecidos entre Sevel Uruguay y otra empresa, Drago S.A., que también controlaba la familia Macri. En 2001 los Macri fueron procesados por el delito de contrabando de autopartes.
En el año 2002, cuando llegó a la Corte Suprema la causa de tráfico de autopartes que involucraba a Mauricio Macri y Franco Macri, los jueces que integraban la corte menemista de mayoría automática Julio Nazareno, Eduardo Moline O’Connor, Antonio Boggiano, Guillermo López y Adolfo Roberto Vázquez beneficiaron a la familia Macri. Fayt votó en disidencia junto a César Belluscio y Enrique Petracchi. Cuando la causa llegó por una apelación a la Corte, los jueces afines al menemismo decidieron que no había delito.
Posteriormente, la propia "Zulemita" Menem habría llamado furiosa a Juliana Awada, de quien fuera amiga, para reclamarle que Mauricio Macri impulsó la causa contra su padre, cuando el propio Mauricio Macri no fue preso gracias a la Corte de Julio Nazareno.
La comisión de Juicio Político de la Cámara baja acusó a la Corte Suprema de "obstruir el debido proceso legal" de la causa y por cometer "un grave perjuicio contra el Estado al dejar de percibir los debidos tributos aduaneros". Desde aquel momento, cinco jueces abandonaron el tribunal: expulsados por la presión política renunciaron Julio Nazareno, Guillermo López y Adolfo Vázquez. El Senado destituyó a Eduardo Moliné O´Connor y a Antonio Boggiano. También fueron acusados por mal desempeño en los casos Magariños y Macri.

### Causa Meller
Otra de las causas que llevaron a su destitución fue la Causa Meller, donde la empresa Meller reclamó al Estado nacional una supuesta deuda de 400 millones de pesos por la impresión de guías telefónicas para la Ciudad de Buenos Aires.
Según consta en la acusación, Moliné y otros miembros de la Corte no consideraron arbitrario el fallo de un tribunal arbitral que había admitido una supuesta deuda que de $1.600.000 a valores históricos de 1990, luego llegó a 28 millones en 1996 y que a partir de los mismos índices allí reconocidos trepó a $400 millones. Entel, por medio de María Julia Alsogaray, había regulado 28 millones de pesos a Meller por la edición de las guías telefónicas.

## Destitución
Mientras que Julio Nazareno, Guillermo López y Adolfo Vázquez renunciaron, Antonio Boggiano y Eduardo Moliné O’Connor decidieron enfrentar el juicio político. Moliné O’Connor fue el primero en perder el cargo. Era cuñado del exjefe de la SIDE Hugo Anzorreguy y había llegado al máximo tribunal a mediados de 1990, después de que Carlos Menem decidió ampliar el número de sus integrantes de cinco a nueve. Fue encontrado culpable en dos de los nueve cargos por los que se lo acusaba. En los cargos uno y tres, referidos a la causa Meller, votaron por la destitución 45 senadores en cada uno, lo que constituye más de los dos tercios de los legisladores presentes en el recinto.
En septiembre de 2005 Antonio Boggiano fue encontrado culpable de seis de los catorce cargos que le imputó la Cámara de Diputados, que reunió la mayoría de dos tercios que requiere la Constitución para destituir a un juez sometido a juicio político. Según la sentencia, elaborada por los senadores Marcelo Guinle (PJ, Chubut), Vilma Ibarra (Frente Grande, Capital) y Ernesto Sanz (UCR, Mendoza). Boggiano fue encontrado culpable por la totalidad de los cargos de la denominada causa Meller. Dos de esas imputaciones fueron apoyadas por 44 senadores, sobre un total de 56 que estaban presentes. En esa causa, la Cámara de Diputados le había imputado a Antonio Boggiano "haber legitimado judicialmente un proceso administrativo fraudulento" del grupo Macri y "haber negado la vía judicial de revisión de una resolución del Tribunal Arbitral de Obras Públicas" con un perjuicio millonario al Estado.
También se lo acusó de "haber tenido una conducta gravemente autocontradictoria al modificar su voto" el "4 de noviembre de 2002, un día antes de la sentencia" cuando "poco antes, el 13 de septiembre" había firmado lo contrario.